# 지축

지구의 자전과 지축

지축(地軸, axis of the earth, pole)은 지구 자전 운동의 축을 말한다. 지축의 양 끝단은 북극과 남극의 중심이 된다. 태양과 지구의 공전축과 비교했을 때, 지축은 약 23°기울어져 있다. 이러한 이유로 일조량의 차이가 발생하며 겨울, 여름과 같은 계절 현상이 발생한다.
초거대지진은 거대한 지형 변형을 일으켜 극운동에 영향을 주고 지축도 흔들리게 한다고 알려져 있다. 1957년에서 1967년 사이에 관측된 챈들러 요동(주기 약 14개월의 극운동)에서 1960년의 관측 결과는 칠레에서 발생한 초거대지진의 영향으로 지축의 주기운동에 불연속성이 관측되었다.
지구에 탄성구의 변형이 일어나면 챈들러 요동에 큰 변화가 발생할 것으로 예측되지만 1960년 칠레 지진의 규모라고 하더라도 이 변형으로는 챈들러 요동에 큰 영향을 주기에는 부족하다고 여겨졌다. 하지만 1964년 알래스카 지진에서 진원에서 약 5,000 km 떨어진 하와이에서 약 10-8 정도의 영구변형이 관측되어 이런 미세한 지각 변동도 전 지구에 걸쳐 적분하면 챈들러 요동에 영향을 줄 가능성이 있음을 발견했다.
초대형 지진으로 지축이 어긋나 지진 전후로 지구의 자전 주기가 변화하는 경우도 있다. 2004년 인도양 지진해일, 2010년 칠레 지진, 2011년 도호쿠 지방 태평양 해역 지진에서는 모두 마이크로초 단위로 자전 주기가 더 빨라졌다는 연구도 있다.